# Codex Reina
O Codex Reina é um manuscrito musical preservado na Biblioteca Nacional da França sob o registro N.A.F. 6771. É uma das mais importantes fontes de música Ars subtilior, compilado em torno de 1400-1430 na região de Pádua ou Veneza.